# Mistrzostwa Świata Weteranów w Skokach Narciarskich 2002
Mistrzostwa Świata Weteranów w Skokach Narciarskich 2002 – trzynasta edycja mistrzostw świata weteranów w skokach narciarskich, rozegrana w dniach od 14 do 16 marca w Harrachovie.

## Medaliści
| Kategoria wiekowa      | Złoty medal          | Kraj      | Odl.          | pkt     | Srebrny medal     | Kraj           | Odl.          | pkt   | Brązowy medal             | Kraj                      | Odl.                      | pkt                       |
| K-26                   |                      |           |               |         |                   |                |               |       |                           |                           |                           |                           |
| Klasa 9+ (70 i starsi) | Martti Korhonen      | Finlandia | 20,0 m 19,5 m | 147,7   | John Eidem        | Norwegia       | 18,5 m 19,0 m | 137,9 | Olai Lie                  | Norwegia                  | 17,0 m 15,0 m             | 110,2                     |
| Klasa 8 (65–69)        | Teuvo Koljonen       | Finlandia | 20,5 m 23,0 m | 171,8   | Aarne Lintulahti  | Finlandia      | 21,0 m 20,0 m | 156,8 | Frantisek Švehla          | Czechosłowacja            | 16,0 m 17,5 m             | 125,3                     |
| Klasa 7 (60–64)        | Erkki Muhonen        | Finlandia | 20,5 m 20,5 m | 157,8   | Stanislav Gruzdev | Rosja          | 19,0 m 20,0 m | 151,5 | Wystartowało 2 zawodników | Wystartowało 2 zawodników | Wystartowało 2 zawodników | Wystartowało 2 zawodników |
| K-40                   |                      |           |               |         |                   |                |               |       |                           |                           |                           |                           |
| Klasa 9+ (70 i starsi) | Martii Korhonen      | Finlandia | 24,0 m 24,0 m | 99,6    | John Eidem        | Norwegia       | 23,5 m 23,0 m | 98,3  | Olai Lie                  | Norwegia                  | 20,5 m 19,5 m             | 74,0                      |
| Klasa 8 (65–69)        | Willy Johansen       | Norwegia  | 32,5 m 32,0 m | 168,9   | Aarne Kuisma      | Finlandia      | 32,0 m 31,0 m | 163,6 | Kurt Brausse              | Niemcy                    | 30,5 m 32,5 m             | 162,6                     |
| Klasa 7 (60–64)        | Magne Heistad        | Norwegia  | 32,5 m 32,0 m | 166,9   | Svein Husby       | Norwegia       | 32,5 m 30,5 m | 163,1 | Kare Holmen               | Norwegia                  | 30,0 m 30,5 m             | 153,6                     |
| Klasa 6 (55–59)        | Dag Tessem           | Norwegia  | 34,5 m 33,0 m | 183,0 m | Sigmund Stenberg  | Norwegia       | 31,0 m 33,0 m | 171,3 | Guttorm Bakke             | Norwegia                  | 32,5 m 31,0 m             | 168,2                     |
| Klasa 5 (50–54)        | Pekka Tainio         | Finlandia | 36,0 m 35,0 m | 197,2   | Čestmír Kožíšek   | Czechosłowacja | 33,0 m 35,0 m | 182,1 | Knut Sorlien              | Norwegia                  | 33,0 m 32,5 m             | 174,6                     |
| Klasa 4 (45–49)        | Arsi Sjörgren        | Finlandia | 36,5 m 35,5 m | 199,4   | Alf Tore Haug     | Norwegia       | 35,5 m 35,5 m | 196,2 | Stein Johannesen          | Norwegia                  | 35,0 m 34,0 m             | 188,8                     |
| Klasa 3 (40–44)        | Stig Dahl            | Norwegia  | 33,5 m 35,5 m | 189,8   | Kalevi Kantola    | Finlandia      | 33,0 m 34,5 m | 180,0 | Jaroslav Bukvic           | Czechosłowacja            | 33,0 m 32,5 m             | 179,1                     |
| Klasa 2 (35–39)        | Pasi Kähkölä         | Finlandia | 36,5 m 36,0 m | 205,5   | Maik Gohlke       | Niemcy         | 35,5 m 35,0 m | 198,6 | Alexander Ilyukhin        | Rosja                     | 33,5 m 34,0 m             | 179,5                     |
| Klasa 1 (30–34)        | Dirk Gerstäcker      | Niemcy    | 35,0 m 35,0 m | 189,5   | Michal Tomeš      | Czechosłowacja | 34,0 m 33,5 m | 182,5 | Stanislav Lasota          | Czechosłowacja            | 34,0 m 33,5 m             | 182,0                     |
| K-70                   |                      |           |               |         |                   |                |               |       |                           |                           |                           |                           |
| Klasa 8 (65–69)        | Aarne Kuisma         | Finlandia | 50,5 m 49,0 m | 121,9   | Kurt Brausse      | Niemcy         | 48,5 m 48,0 m | 115,8 | Willy Johansen            | Norwegia                  | 47,5 m 49,5 m             | 112,9                     |
| Klasa 7 (60–64)        | Ingvart Thornängen   | Szwecja   | 48,5 m 46,5 m | 107,5   | Martti Lamminpää  | Finlandia      | 42,5 m 47,0 m | 93,4  | Kare Holmen               | Norwegia                  | 47,5 m 49,5 m             | 78,7                      |
| Klasa 6 (55–59)        | Guttorm Bakke        | Norwegia  | 51,5 m 52,0 m | 137,7   | Dag Tessum        | Norwegia       | 54,0 m 51,0 m | 137,0 | Aatto Lamminpää           | Finlandia                 | 51,0 m 48,0 m             | 124,8                     |
| Klasa 5 (50–54)        | Jan Heiberg          | Norwegia  | 65,5 m 63,0 m | 198,7   | Björn Knutsen     | Norwegia       | 61,0 m 62,5 m | 186,7 | Pekka Tainio              | Finlandia                 | 60,0 m 56,0 m             | 171,7                     |
| Klasa 4 (45–49)        | Arsi Sjörgren        | Finlandia | 60,5 m 63,0 m | 187,2   | Stein Johannesen  | Norwegia       | 60,0 m 60,0 m | 176,0 | Alf Tore Haug             | Norwegia                  | 56,0 m 56,5 m             | 161,5                     |
| Klasa 3 (40–44)        | Ari Raitoharju       | Finlandia | 62,0 m 68,5 m | 203,1   | Vidar Johansen    | Norwegia       | 61,5 m 64,0 m | 191,6 | Veijo Stranden            | Finlandia                 | 59,5 m 63,5 m             | 184,1                     |
| Klasa 2 (35–39)        | Raimo Tuovinen       | Finlandia | 65,5 m 66,0 m | 205,3   | Janne Heinonen    | Finlandia      | 57,0 m 63,5 m | 183,1 | Kair Tammel               | Estonia                   | 62,0 m 58,5 m             | 177,6                     |
| Klasa 1 (30–34)        | Jens - Geiner Hiero  | Niemcy    | 67,5 m 69,0 m | 220,3   | Marco Gohlke      | Niemcy         | 66,0 m 68,5 m | 213,4 | Lars Oyvind Moen          | Norwegia                  | 63,0 m 69,5 m             | 212,5                     |
| K-90                   |                      |           |               |         |                   |                |               |       |                           |                           |                           |                           |
| Klasa 7 (60–64)        | Ingvart Thornängen   | Szwecja   | 57,0 m 62,5 m | 86,0    | Martti Lamminpää  | Finlandia      | 49,0 m 46,5 m | 34,5  | Don West                  | Stany Zjednoczone         | 33,0 m 25,0 m             | (-51,0)                   |
| Klasa 6 (55–59)        | Aatto Lamminpää      | Finlandia | 53,5 m 53,0 m | 68,0    | Antti Kokkonen    | Finlandia      | 50,0 m 50,5 m | 50,5  | Wystartowało 2 zawodników | Wystartowało 2 zawodników | Wystartowało 2 zawodników | Wystartowało 2 zawodników |
| Klasa 5 (50–54)        | Jan Heiberg          | Norwegia  | 77,0 m 88,5 m | 196,5   | Björn Knutsen     | Norwegia       | 76,0 m 80,0 m | 174,5 | Klaus Günther             | Niemcy                    | 74,5 m 77,5 m             | 164,0                     |
| Klasa 4 (45–49)        | Josef Hýsek          | Słowacja  | 72,0 m 71,0 m | 149,5   | Olav Hage         | Norwegia       | 68,0 m 67,0 m | 130,5 | Arne Jens Jorgenser       | Norwegia                  | 68,5 m 60,5 m             | 107,5                     |
| Klasa 3 (40–44)        | Ari Raitoharju       | Finlandia | 76,5 m 86,5 m | 177,5   | Veijo Stranden    | Finlandia      | 71,0 m 77,5 m | 153,5 | Vidar Johansen            | Norwegia                  | 69,5 m 70,0 m             | 139,0                     |
| Klasa 2 (35–39)        | Raimo Tuovinen       | Finlandia | 81,0 m 78,5 m | 184,0   | Janne Heinonen    | Finlandia      | 79,0 m 73,5 m | 171,5 | Andrey Fedorov            | Rosja                     | 72,5 m 75,0 m             | 157,0                     |
| Klasa 1 (30–34)        | Jens - Greiner Hiero | Niemcy    | 84,5 m 88,5 m | 212,0   | Marco Gohlke      | Niemcy         | 81,5 m 85,0 m | 199,0 | Lars Oyvind Moen          | Norwegia                  | 85,0 m 81,5 m             | 197,0                     |

| Konkurs drużynowy K-70                                                               |                                           |          |                                                                                |                                    |        |                                                                                            |                                           |           |
| Norwegia                                                                             | Norwegia                                  | Norwegia | Niemcy                                                                         | Niemcy                             | Niemcy | Finlandia                                                                                  | Finlandia                                 | Finlandia |
| Dag Tessum Jan Heiberg Stein Johannsen Vidar Johansen Björn Knutsen Lars Oyvind Moen | 53,0 m 68,5 m 65,5 m 54,5 m 55,0 m 65,5 m | 537,4    | Kurt Brausse Klaus Günther Anton Zapf Helmut Stohr Wolfgang Runge Marco Gohlke | 48,0 m 56,0 m 55,0 m 55,5 m 64,0 m | 463,3  | Aatto Lamminpää Taisto Tolvanen Arsi Sjörgren Ari Raitoharju Janne Heinonen Raimo Tuovinen | 47,5 m 50,0 m 58,5 m 67,5 m 54,5 m 63,0 m | 447,2     |

## Statystyka
| Miejsce | Kraj              | Złoto | Srebro | Brąz | Razem |
| ------- | ----------------- | ----- | ------ | ---- | ----- |
| 1.      | Finlandia         | 14    | 9      | 4    | 27    |
| 2.      | Norwegia          | 8     | 11     | 13   | 32    |
| 3.      | Niemcy            | 3     | 5      | 2    | 10    |
| 4.      | Szwecja           | 2     | 0      | 0    | 2     |
| 5.      | Słowacja          | 1     | 0      | 0    | 1     |
| 6.      | Czechy            | 0     | 2      | 3    | 5     |
| 7.      | Rosja             | 0     | 1      | 2    | 3     |
| 8.      | Estonia           | 0     | 0      | 1    | 1     |
| 8.      | Stany Zjednoczone | 0     | 0      | 1    | 1     |